# آیلین دیلی
آیلین دِیلی (انگلیسی: Eileen Daly؛ زادهٔ ۱ ژوئن ۱۹۶۳) بازیگر، مدل، کارگردان فیلم، تهیه‌کننده فیلم، ترانه‌سرا و نویسنده اهل بریتانیا است.
از فیلم‌هایی که وی در آن نقش داشته‌است، می‌توان به همه‌چیز درباره آنا اشاره کرد.